# Drepanaspis
Genre
Drepanaspis est un genre fossile de Pteraspidomorphi ayant vécu au Dévonien inférieur, il y a environ entre 409,1 et 402,5 millions d'années dans ce qui est aujourd'hui l'Europe.

## Systématique
Le genre Drepanaspis a été créé en 1887 par le paléontologue allemand Clemens August Schlüter (d) (1835-1906) avec comme espèce type Drepanaspis gemuendenensis,

## Description

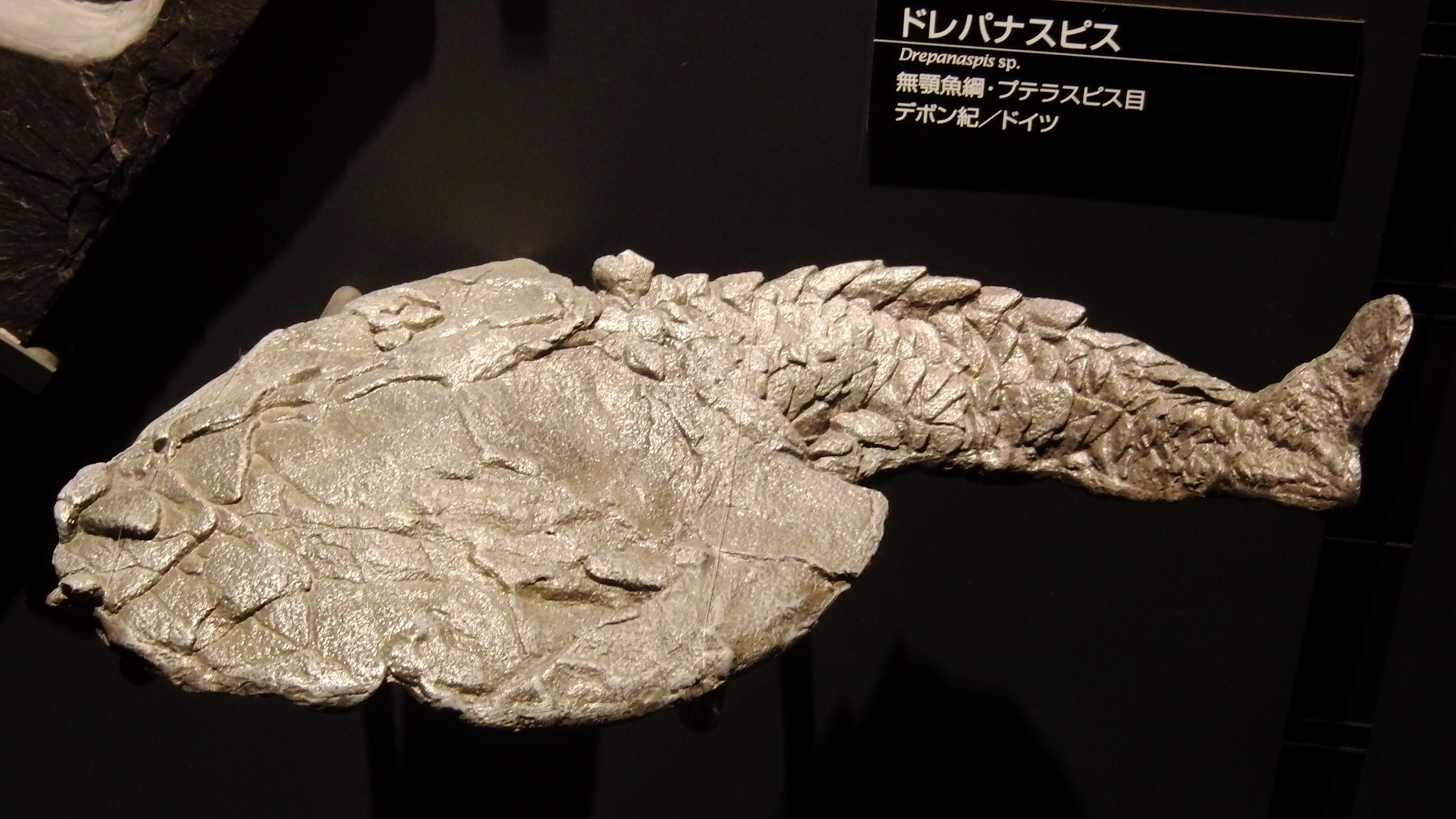
Fossile de Drepanaspis sp. au Musée national de la nature et des sciences, Tokyo, Japon.

C'était un agnathe aplati au corps lourdement blindé, ressemblant de façon superficielle à un Rajiformes. Sa bouche est tournée vers le haut, contrairement à la plupart des autres Heterostraci, qui avaient une bouche orientée vers le bas. Drepanaspis avait également de petits yeux largement espacés. On présume qu'il affouillait le fond de l'océan pour se nourrir.

## Liste d'espèces
Selon BioLib (24 avril 2022) :
- † Drepanaspis gemuendenensis Schlüter, 1887

## Publication originale
- (de) Cl. Schlüter, « Ueber Panzerfische und legte neue Arten aus dem rheinisch-westfälischen Devon vor », Verhandlungen des Naturhistorischen Vereines der Preussischen Rheinlande und Westphalens, vol. 44,‎ 1887, p. 120-128 (lire en ligne).